# SWOD
SWOD (англ. Special Weapon Ordnance Device — Боеприпас специального назначения) — серия американских управляемых планирующих бомб, созданная Бюро Боеприпасов (англ. Bureau of Ordnance) ВМФ США в годы Второй Мировой войны. Наиболее известным образцом программы считается SWOD-9 ASM-N-2 Bat, самонаводящаяся планирующая бомба, успешно применявшаяся ВМФ США в 1945 году и остававшаяся на вооружении до середины 1950-х.

## История
Разработка серии управляемых планирующих бомб SWOD была инициирована ВМФ США ещё до вступления Соединенных Штатов во Вторую Мировую Войну. Основной целью программы было создать оружие, позволяющее поражать корабли и наземные сооружения противника, не входя в радиус досягаемости неприятельской зенитной артиллерии. Ни пикирующие бомбардировщики, ни торпедоносцы не отвечали полностью этим требованиям.
Все бомбы SWOD имели сходную основную конструкцию, с корпусом каплевидной формы, разнесённым вертикальным хвостовым оперением и высоко расположенным крылом. Разные модели различались габаритами, особенностями конструкции носовой части, и, главным образом, используемыми системами наведения.

## Модели серии SWOD
- DRAGON (SWOD Mk-0, обозначение официально не присваивалось, но бомба стала основоположником всей SWOD-серии) — радиоуправляемая планирующая бомба. Разработка начата в январе 1941 года, на испытания представлена весной 1942 года. Представляла собой массивную планирующую бомбу с 1000-фунтовой (450 кг) боевой частью, и 3,65-метровым размахом крыла. Управление осуществлялось простым радиокомандным наведением по азимуту, с визуальным отслеживанием траектории полёта[1]. Несколько бомб были испытаны, но проект не получил развития ввиду выяснившихся сложностей с отслеживанием полёта планирующей бомбы оператором с самолёта-носителя. В апреле 1942 года проект DRAGON был закрыт, но его удачная аэродинамическая схема послужила основой для всей серии SWOD.
- ROBIN (SWOD Mk-?) — уменьшенная модель бомбы DRAGON (размах крыла — 3 метра). Также как и первая бомба, управлялась оператором по радиоканалу, но вместо простого визуального отслеживания использовалась расположенная в носовой части телевизионная камера, ретранслирующая изображение на борт самолёта-носителя. На испытаниях продемонстрировала лучшие характеристики, но недостаточная разрешающая способность камеры и выявившиеся проблемы с ретрансляцией помешали дальнейшему развитию проекта.
- PELICAN (SWOD Mk-7) — см. SWOD Mk-7 Pelican
- VULTURE (также известна как MK 16 GUNNERY TARGET) — планирующая летающая мишень. Создана на базе SWOD Mk-7 Pelican после закрытия проекта. Летающие мишени использовались для имитации атак камикадзе, и тренировки зенитчиков корабельной ПВО в 1944—1945 годах.
- FALCON (SWOD Mk-?) — самонаводящаяся ракета на базе SWOD Mk-7 Pelican. Представляла собой «Пеликан», дооснащённый ракетным двигателем неизвестного типа. Предназначалась для увеличения радиуса и бронепробиваемости SWOD Mk-7 Pelican против надводных кораблей противника. Не получила развития.
- MOTH (SWOD Mk-?) — самонаводящаяся противорадиолокационная планирующая бомба. Создана на базеSWOD Mk-7 Pelican. Бомба была оснащена пассивной головкой самонаведения повышенной чувствительности, позволяющей наводиться на излучение неприятельских радаров. Предполагалось использовать бомбу для подавления хорошо защищенных РЛС раннего предупреждения о воздушном нападении и прицельных радаров ПВО. В 1944 проект был передан армейским ВВС, но не получил существенного развития.
- BAT (SWOD Mk-9) — см. ASM-N-2 Bat.
- BAT-II (NOLC-BAT) — модификация ASM-N-2 Bat, предпринятая, по некоторым данным, в 1953 году. Подробности неизвестны[2].
- Kingfisher A (SWOD Mk-11) — серия управляемых ракето-торпед Kingfisher, разработанная ВМС США в конце Второй Мировой Войны. Первоначально носили номенклатуру SWOD.
- Kingfisher C (SWOD Mk-15) — см. Fairchild AUM-N-2 Petrel